# Genesis Live - The Mama Tour
Genesis Live - The Mama Tour è un video concerto del gruppo britannico Genesis, pubblicato nel 1985.

## Descrizione
Il video fu girato al National Exhibition Centre di Birmingham nel Regno Unito il 25 e 26 febbraio del 1984, date conclusive della tournée europea legata all'album Genesis del 1983 (noto anche come Mama, da cui il titolo del video).
Pubblicato come laserdisc in Giappone nel 1984, fu distribuito nel resto del mondo in formato VHS l'anno seguente. Nel 2009 venne per la prima volta riedito in formato DVD, esclusivamente come parte del cofanetto video The Movie Box 1981-2007 e con l'aggiunta di un documentario sulla realizzazione dell'album Genesis.

## Tracce
1. Abacab
2. That's All
3. Mama
4. Illegal Alien
5. Home by the Sea
6. Second Home By The Sea
7. Keep It Dark
8. It's Gonna Get Better
9. In the Cage
10. Afterglow
11. Drum Duet
12. Turn It On Again — Final Medley

## Musicisti
- Tony Banks — tastiere, cori
- Phil Collins — voce, batteria
- Mike Rutherford — chitarre, basso, cori
- Daryl Stuermer — chitarre, basso
- Chester Thompson — batteria